# Выборы председателя Государственной думы (2000)
Выборы председателя Государственной думы III созыва прошли 18 января 2000 года. Сначала было выдвинуто 4 кандидата: Геннадий Селезнёв от КПРФ, Евгений Примаков от ОВР, Сергей Степашин от «Яблока» и Виктор Похмелкин от СПС. По предложению депутата Сергея Решульского фракции КПРФ было принято решение об открытом голосовании по кандидатурам на пост спикера. После этого все кандидаты, кроме Селезнёва, сняли свои кандидатуры в знак протеста против союза КПРФ и «Единства». Затем свою кандидатуру попытался выдвинуть лидер ЛДПР Владимир Жириновский, однако в этот момент фракции «Яблоко», ОВР, СПС и депутатская группа «Регионы России» объявили, что покидают зал. Жириновский не стал настаивать на выдвижении своей кандидатуры. По результатам открытого голосования спикером был избран Геннадий Селезнёв.

## Результаты
| Место | Место | Кандидат         | Голосов | %       |
| ----- | ----- | ---------------- | ------- | ------- |
|       | 1.    | За Селезнёва     | 285     | 96,94%  |
|       | 2.    | Против Селезнёва | 2       | 0,68%   |
|       | 3.    | Воздержались     | 7       | 2,38%   |
|       |       | Всего голосов    | 294     | 100,00% |